# 2. lipnja
2. lipnja (2. 6.) 153. je dan godine po gregorijanskom kalendaru (154. u prijestupnoj godini).
Do kraja godine ima još 212 dana.

## Događaji
- 1870. – hrvatski pomorac Nikola Primorac isplovio iz Liverpoola prema američkoj obali
- 1912. – utemeljen Universal, prva velika holivudska filmska kuća
- 1934. – otvoren pariški zoološki vrt
- 1946. – Referendumom o monarhiji stvorena je Republika Italija.
- 1955. – SSSR i Jugoslavija potpisale Beogradsku deklaraciju.
- 1970. – papa Pavao VI. proglasio Nikolu Tavelića svetim.
- 1979. – Papa Ivan Pavao II. posjetio je Poljsku i tako postao prvi papa koji je posjetio komunističku državu.
- 2007. – nakon smrti Ivice Račana, Zoran Milanović izabran je za 2. predsjednika Socijaldemokratske partije Hrvatske

| - 1743. – Alessandro Cagliostro, talijanski pustolov († 1795.) - 1787. – Nils Gabriel Sefström, švedski kemičar i ponovni otkrivač vanadija († 1845.) - 1857. – Edward Elgar, engleski skladatelj († 1934.) - 1863. – Felix von Weingartner, austrijski dirigent i skladatelj († 1942.) - 1902. – Slavko Batušić, hrvatski književnik, publicist, povjesničar umjetnosti i redatelj († 1979.) - 1941. – Charlie Watts, britanski glazbenik - 1972. – Wentworth Miller, englesko-američki filmski i televizijski glumac | - 1543. – Šimun Erdödy, zagrebački biskup i ban Dalmacije, Hrvatske i Slavonije (* 1489.) - 1716. – Ogata Kōrin, japanski slikar (* 1658.) - 1882. – Giuseppe Garibaldi, talijanski revolucionar i borac za jedinstvo i slobodu Italije (* 1807.) - 1962. – Franc Saleški Finžgar, slovenski književnik (* 1871.) - 1981. – Rino Gaetano, talijanski kantautor (* 1950.) - 1988. – Raj Kapoor, indijski glumac i redatelj (* 1924.) |

## Blagdani i spomendani
- Dan grada Pazina